# 通鑑釋例
《通鑑釋例》又稱《通鑑前例》，是宋朝司馬光編修《資治通鑑》過程中整理出來的凡例。原稿在後來遭遇戰亂而散佚，留傳的殘稿內容也多有缺損。宋孝宗乾道年間，司馬光的孫子司馬伋將其殘存的內容整理分類為三十六例，並附上圖表和司馬光與范祖禹、劉恕就《通鑑》的內容一問一答的書信。
今傳本多僅存十二例，三十六例見於金朝晦明軒本《增節入注附音司馬溫公資治通鑑》。

## 目錄

### 今傳本
十二例
（1）用天子例。（2）書列國例。（3）（4）書帝王未即位及受禪例。（5）書稱號例。（6）書官名例。（7）書事同日例。（8）書兩國相涉例。（9）書斬獲例。（10）書後姓例。（11）書字例。（12）書反亂例。
後附司馬伋跋語，內容不全。
溫公與范內翰修書帖
此帖又見於《司馬文正公傳家集》卷63，《源流至論》前集卷2，《古今圖書集成》經籍典卷399，《司馬溫公年譜》卷5，胡三省《資治通鑑音注》。

### 金刊本
三十六例
（1）用天子例。（2）書列國例。（3）書王制例。（4）書封爵禪位例。（5）書改元未禪位例。（6）書帝王將受禪例。（7）書廟號例。（8）書國號例。（9）書改元例；（10）書稱號例。（11）書王公例。（12）書建國稱王例。（13）諸王書名例。（14）書立王例。（15）書徙王例。（16）書列國立太子例。（17）書列國紀事取年號例。（18）書官名例。（19）書兼職例。（20）書罷免例。（21）書聘使例。（22）不書例。（23）重書例。（24）豫言例。（25）追書例。（26）書日後先例。（27）書事同日例。（28）書事相涉例。（29）書斬獲例。（30）書世系例。（31）從後姓例。（32）書字例。（33）書鄉里例。（34）書改置州郡例。（35）書薨卒例。（36）書反亂例。
與范夢得
共二帖。其中一帖僅見於金刊本。
與劉道原
共兩大段，第一大段主要內容是討論「正統」問題；第二大段主要內容是對魏晉南北朝幾件史事的考証。又見於劉羲仲《通鑑問疑》。
四圖
己佚。
跋語
司馬伋所著。又見於陸心源《皕宋樓藏書志》卷二十。